# Пам'ятники Євпаторії
У сучасній Євпаторії чимало пям'ятників історичним людям і подіям. Більшість з них відносяться саме до Євпаторії, а незначна частина присвячена людям, на честь яких названі вулиці, проспекти, парки. Так вийшло, що основна маса пам'ятників поставлена людям, які брали участь у військових діях, від Кримської до афганської війн.
Пам'ятники Євпаторії:
| Назва                                    | Дата встановлення | Розташування                      | Фото | Короткі відомості |
| Пам'ятник афганцям                       |                   | Вулиця Некрасова, парк "афганців" |      | У Євпаторії, в парку "афганців" по вул. Некрасова встановлено пам'ятник воїнам-інтернаціоналістам. |
| Пам'ятник генералові М.О. Токарєву       | 1957              | Театральна площа                  |      | Пам'ятник було відкрито 1957 року. Скульптор В. Є. Цигаль, архітектор В. В. Калінін. Генерал-майор авіації М. О. Токарєв здійснив свій останній подвиг у небі над морем, недалеко від Євпаторії - міста, в якому він служив до війни..                            |
| Пам'яті комунарів                        | 1926              | Сквер Комунарів                   |      | На братській могилі загиблих у 1918-1919 роках борців за встановлення влади Совєтів встановили в 1926 році п'ятиметровий обеліск. |
| Пам'ятник морякам-десантникам            | 7 червня 1970     | На під'їзді до Євпаторії          |      | На морському березі, на місці загибелі тральщика «Підривник» 7 червня 1970 року відкритий дев'ятиметровий монумент, що зображує моряків-десантників які кидаються в атаку..                                                                                       |
| Російським воїнам                        |                   | Вулиця 2-ї Гвардійської Армії     |      | Зараз пам'ятник стоїть на вулиці 2-ї Гвардійської армії, при в'їзді до Євпаторії. Влітку 1971 монумент був перенесений на інше місце, за сто метрів від братської могили. А в 2006 році пам'ятник перенесли з алеї і встановили в районі зупинки автотранспорту.. |
| Пам'ятник героям євпаторійського десанту |                   | Вулиця Демишева, Вулиця Революції |      | На розвилці вулиць Демишева і Революції, навпроти мечеті Джума-Джамі, встановлено пам'ятник на честь євпаторійського морського десанту 1942 року. Пам'ятний знак у вигляді каменя був встановлений тут у 1967 році..                                              |
| Пам'ятник Т.Г. Шевченку                  | 2003              | Проспект Леніна, Вулиця Шевченка  |      | Пам'ятник Т.Г. Шевченку було встановлено в Євпаторії у 2003 році. Скульптура Шевченка виготовлена з матеріалу, тонованого під бронзу, заввишки 2,4 м, виконана відомим і за межами колишнього СРСР євпаторійським скульптором Олексієм Шмаковим.                  |